# Reisespiel
Als Reisespiele werden Brett-, Würfel- und Kartenspiele bezeichnet, die aufgrund ihrer Größe und Ausstattung für Reisen in der Bahn, dem Flugzeug oder dem PKW entwickelt wurden. Es handelt sich in der Regel um kleinere Varianten von klassischen und modernen Brettspielen, häufig wird das Spielmaterial zusätzlich durch einsteckbare Stifte, Magnete oder ähnliche Techniken vor dem Herunterfallen geschützt. Seltener werden Spiele direkt als Reisespiel konzipiert, allerdings bieten sich viele kleinere Spiele als Reisespiele an.

## Umsetzungen
Reisespiele werden von zahlreichen Verlagen angeboten. Klassische Reisespiele sind etwa von MB-Spiele bekannt, die Spiele wie Flottenmanöver, Vier gewinnt, Slotter, Alle Neune oder Paari bereits in den 1980er Jahren als Reisespiele veröffentlicht haben. Hinzu kamen klassische Brettspiele wie Halma, Backgammon, Mühle, Dame oder Schach. Von Parker erschienen Anfang der 1990er Jahre Reisespielumsetzungen von Cluedo und Monopoly auf verkleinerten Spielplänen und mit Magnetplättchen als Spielfiguren. Spear Spiele und später Jumbo Spiele veröffentlichten Scrabble als Reisespiel, wobei Spear die Buchstaben aus einer speziellen Haftfolie und Jumbo dieselben als Magnetplättchen auf einem Magnettableau gestaltete.
Der Schweizer Verlag Peri Spiele veröffentlichte ebenfalls in den späten 1980er und frühen 1990er Jahren eine Spielreihe aus Reisespielen. Diese Compact Games wurden in die Hülle einer CD verpackt, dabei gab es in der Reihe ebenfalls vor allem Klassiker wie Mühle, Backgammon, Dame, Solitär, Tangram, Ludo und Schlangen und Leitern. Bei diesen Spielen ist der Spielplan eine Magnetplatte und alle Spielsteine sind magnetisch. In der Folge erschienen ähnliche Umsetzungen für einzelne klassische Spiele und Spielesammlungen bei zahlreichen Verlagen, unter anderem bei Schmidt Spiele.
Besonders in den letzten Jahren wurden zudem erfolgreiche Spiele verschiedener Verlage von diesen als Reisespiele in Miniaturboxen umgesetzt. So entstanden vor allem Minispielserien bei größeren Verlagen wie Ravensburger, Kosmos Spiele oder Pegasus Spiele, wobei allerdings häufig nur die Miniaturisierung im Vordergrund steht.

## Belege
1. 1 2 3  Uwe Petersen: Reisespiele unter der Lupe: Kleinformatiges für Globetrotter. Spielbox Heft 3 Juni/Juli 1991, S. 25–26.